# تیم ملی والیبال مردان یوگسلاوی
تیم ملی والیبال مردان یوگسلاوی تیم ملی والیبال مردان کشور یوگسلاوی بوده‌ است.